# CAAT box
 (novembre 2022).
Améliorez-le ou discutez des points à vérifier. 
La boîte CCAAT (parfois abrégée boîte CAAT ou boîte CAT) est un modèle distinct de nucléotides avec une séquence consensus GGCCAATCT qui se produit en amont de 60 à 100 bases jusqu'au site de transcription initial.

## Description et fonctionnement
La boîte CAAT signale le site de liaison du facteur de transcription d'ARN et est généralement accompagnée d'une séquence consensus conservée. Il s'agit d'une séquence d'ADN invariante à environ moins 70 paires de bases de l'origine de la transcription dans de nombreux promoteurs eucaryotes. Les gènes qui possèdent cet élément semblent en avoir besoin pour que le gène soit transcrit en quantité suffisante. Il est souvent absent des gènes qui codent pour les protéines utilisées dans pratiquement toutes les cellules. Cette boîte ainsi que la boîte GC sont connues pour lier les facteurs de transcription généraux. Ces deux séquences consensus appartiennent au promoteur régulateur. L'expression génique complète se produit lorsque les protéines activatrices de la transcription se lient à chaque module au sein du promoteur régulateur. Une liaison spécifique aux protéines est nécessaire pour l'activation de la boîte CCAAT. Ces protéines sont connues sous le nom de protéines de liaison à la boîte CCAAT/facteurs de liaison à la boîte CCAAT.

## Séquence consensus
La séquence consensus de la boite CAAT, établie dans le sens de transcription du brin matrice, est la suivante : 3'-TG ATTGG (T/C)(T/C)(A/G)- 5'. Cette séquence consensus correspond aux nucléotides les plus fréquemment rencontrés dans cette séquence et noté dans l'ordre,.